# NGC 2851
NGC 2851 (również PGC 26422) – galaktyka soczewkowata (S0), znajdująca się w gwiazdozbiorze Hydry. Odkrył ją Lewis A. Swift 27 lutego 1886 roku.
W galaktyce tej zaobserwowano supernową SN 1991K.